# Vision de Charles XI
Vision de Charles XI est une nouvelle de Prosper Mérimée publiée dans la Revue de Paris le 26 juillet 1829

## Résumé
D'humeur sombre après le décès de son épouse, le roi Charles XI de Suède voit un soir un appartement de son palais éclairé. Le roi et trois courtisans rentrent dans cette pièce mystérieusement habillée de noir. Ils y trouvent un tribunal et de funèbres scènes de cadavres et d'exécution. Un vieillard avertit le roi que le sang coulera cinq règnes après le sien, prédisant la mort de Gustave III de Suède. Le roi hésite maintenant entre rêve et réalité...